# Mikołaj (komita)
Mikołaj - bojar bułgarski z czasów cara Piotra I (927-969), komita zarządzający prowincją w południowo-zachodniej części carstwa bułgarskiego i ojciec cara Samuela
Jan Skylitzes przedstawiając czterech braci władających pod koniec X wieku zachodnią Bułgarią mówi że byli synami jednego z wielmożnych komitów (gr.: κόμης, -ητος, komes, -etos). Niektóre z rękopisów Kroniki  Skylitzesa przynoszą również informację o imieniu żony Mikołaja, które brzmiało Ripsymia (‘Ριψίμη, Ripsime). Ripsymia urodziła Mikołajowi czterech synów: Dawida, Mojżesza, Arona i Samuela.
O pochodzeniu Mikołaja i jego synów nie sposób powiedzieć nic pewnego. Współczesny im historyk armeński Stefan z Taron twierdzi, że pochodzili z Armenii. Pogląd ten cieszy się pewnym uznaniem, szczególnie wśród historyków zachodnioeuropejskich, ze względu jednak na błędy, jakich dopuszcza się historyk armeński w stosunku do osoby Samuela Komitopula, bywa również kwestionowany jako niewiarogodny. Wedle innych hipotez Mikołaj pochodził ze słowiańskiego plemienia Brsjaków (Bereziti) zamieszkujących dzisiejszą Macedonię lub z jednego ze starych rodów bułgarskich. N. Błagoew uważa nawet, że korzenie komity Mikołaja i jego synów są protobułgarskie, i że Mikołaj jest potomkiem rodziny Asparucha. Bezpośredniego dowodu za bułgarską świadomością potomków Mikołaja dostarcza Inskrypcja z Bitoli, w której jego wnuk car Iwan Władysław określa siebie samego jako "Bułgara z rodu".
Kolejny problem stanowi pytanie jakim obszarem, zarządzał jako komita, Mikołaj. Niektórzy badacze sugerują, że był to obszar wokół Sredca, gdzie w 976 roku wybuchło powstanie przeciw Bizancjum, inni wskazują raczej na okolice Jezior Ochrydzkiego i Prespańskiego w dzisiejszej Macednii, które stały się w ciągu najbliższych 50 lat centrum państwa bułgarskiego.
Niedostatek informacji w źródłach historycznych, nie pozwala stwierdzić, czy Mikołaj wziął bezpośredni udział w wydarzeniach z lat 969-971, kiedy wschodnia część państwa bułgarskiego została po raz pierwszy zdobyta przez księcia ruskiego Światosława, a następnie przez cesarza bizantyńskiego Jana Tzimiskesa. 
W ciągu najbliższych kilku lat, synowie Mikołaja stanęli na czele znacznych obszarów południowo-zachodniej części dawnej Bułgarii, dając początek krótkim i gwałtownym dziejom dynastii Kommitopulów na tronie bułgarskim (zob. Komitopuli).
|  |  |                |                |                |                |          |          |                                          |                                          |  |  |
|  |  | komita Mikołaj | komita Mikołaj | komita Mikołaj | komita Mikołaj | Ripsymia | Ripsymia | Ripsymia                                 | Ripsymia                                 |  |  |
|  |  |                |                |                |                |          |          |                                          |                                          |  |  |
|  |  |                |                |                |                |          |          |                                          |                                          |  |  |
|  |  |                |                |                |                |          |          |                                          |                                          |  |  |
|  |  | Dawid          | Dawid          | Mojżesz        | Mojżesz        | Aron     | Aron     | Samuel (panował 997–6 października 1014) | Samuel (panował 997–6 października 1014) |  |  |